# С-382
С-382 — советская средняя подводная лодка проекта 613, входившая в состав Северного и Черноморского флотов ВМФ СССР.

## История
Подводная лодка «С-382» была заложена 06.08.1956 г. в Николаеве на Черноморском судостроительном заводе (№ 444), заводской номер 460. Спущена на воду 28.02.1957 г., вступила в строй 25.02.1957 г.
С 1957 по 1973 годы служила на Северном флоте, входила в состав 42-й бригады подводных лодок, базировалась на Лиинахамари. Выполнила минимум 4 боевых службы продолжительностью около 30 суток каждая.
В августе 1979 года подлодка участвовала в показательном учении ГШ ВМФ по получению и погрузке торпед на рейде Балаклавы от корабля комплексного обеспечения «Березина».
В марте 1981 года подлодка обеспечивала отработку противолодочных кораблей ВМФ Социалистической Республики Румыния, за что руководством румынского командования подводной лодке С-382 была объявлена благодарность.  В 1982 году таким же образом помогла противолодочникам из Болгарии.
С 1983 по 1988 года находилась в консервации в Одесском порту. В 1989 году переформирована в рейдовую зарядовую станцию и под обозначением «РЗС-360» поставлена на прикол в Севастополе. В 1992—1997 годах служила там же плавучей зарядовой станцией, именовалась «ПЗС-60».
В 1997 году выведена из состава флота, в начале 2000-х годов разделана на металл в Инкермане.

## Командиры
В разные годы «С-382» командовали:
- В. И. Кутэн (1966—1970)
- А. Клиновский (1970—1975)
- А. Болкун (1975—1983)
- С. Болдырев (1988—1989)